# Ларін (Іран)
Ларін (перс. لارين) — село в Ірані, у дегестані Бала-Ларіджан, у бахші Ларіджан, шагрестані Амоль остану Мазендеран. У переписі 2006 року вказане як окремий населений пункт, але без відомостей про чисельність населення.

## Клімат
Середня річна температура становить 7,32 °C, середня максимальна – 23,38 °C, а середня мінімальна – -8,89 °C. Середня річна кількість опадів – 212 мм.
| Клімат поселення                              | Клімат поселення | Клімат поселення | Клімат поселення | Клімат поселення | Клімат поселення | Клімат поселення | Клімат поселення | Клімат поселення | Клімат поселення | Клімат поселення | Клімат поселення | Клімат поселення | Клімат поселення |
| Показник                                      | Січ.             | Лют.             | Бер.             | Квіт.            | Трав.            | Черв.            | Лип.             | Серп.            | Вер.             | Жовт.            | Лист.            | Груд.            |                  |
| Середній максимум, °C                         | −0,04            | 0,74             | 4,07             | 11,05            | 16,08            | 20,05            | 23,38            | 22,92            | 19,34            | 13,86            | 8,25             | 3,32             |                  |
| Середня температура, °C                       | −4,46            | −3,67            | −0,35            | 6,63             | 11,67            | 15,64            | 18,59            | 18,14            | 14,56            | 9,09             | 3,48             | −1,46            |                  |
| Середній мінімум, °C                          | −8,89            | −8,1             | −4,76            | 2,21             | 7,24             | 11,22            | 13,82            | 13,36            | 9,78             | 4,28             | −1,32            | −6,24            |                  |
| Норма опадів, мм                              | 23               | 26               | 40               | 30               | 26               | 8                | 6                | 3                | 3                | 13               | 15               | 19               |                  |
| Середньомісячна швидкість вітру, м/с          | 1.44             | 2.16             | 2.70             | 2.90             | 2.59             | 2.03             | 1.92             | 1.89             | 1.91             | 1.99             | 1.85             | 1.52             |                  |
| Середньомісячна сонячна радіація, кДж/м²·день | 9156             | 11788            | 14478            | 17906            | 21626            | 25187            | 24879            | 23040            | 19780            | 14682            | 10785            | 8714             |                  |
| --------------------------------------------- | ---------------- | ---------------- | ---------------- | ---------------- | ---------------- | ---------------- | ---------------- | ---------------- | ---------------- | ---------------- | ---------------- | ---------------- | ---------------- |
| Джерело:                                      |                  |                  |                  |                  |                  |                  |                  |                  |                  |                  |                  |                  |                  |